# Cabo Trafalgar
O  cabo Trafalgar (em árabe: رأس الطرف الأغرّ, transliteração: Al-taraf al-gharb; em castelhano:  Cabo Trafalgar), situado no município de Barbate, perto de Cádis, na Andaluzia, é um promontório pouco elevado no extremo noroeste do estreito de Gibraltar. 
O nome tem sua origem na designação árabe taraf al-gharb, que significa cabo do oeste.
O cabo de Trafalgar é conhecido principalmente pela batalha naval que ali se desenrolou entre as forças franco-espanholas e a marinha britânica em 21 de outubro de 1805, vencida pelos britânicos liderados pelo almirante Nelson. 
Essa vitória é comemorada em Trafalgar Square, uma das praças mais turísticas de Londres, ornada de uma coluna em cujo topo se encontra uma estátua de Nelson.

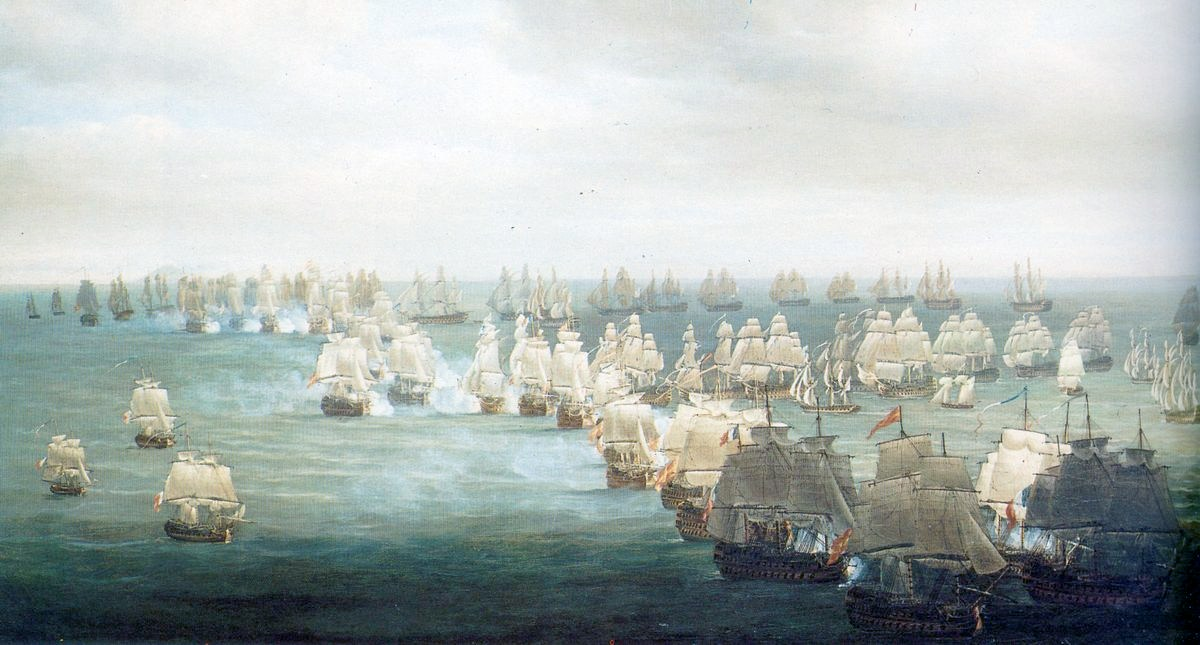
Guerra Peninsular: Batalha de Trafalgar 1805 -As frotas espanholas e francesas prontas para o confronto com Nelson ao largo do Cabo Trafalgar - 21 de outubro de 1805 - situação às 13 horas